# Dewey Redman
Walter Dewey Redman (født 17. maj 1931 i Fort Worth, Texas, død 2. september 2006 i New York USA) var en amerikansk tenorsaxofonist. 
Redman spillede freejazz og var nok mest kendt for sit samarbejde med Ornette Coleman og Keith Jarretts grupper. Han har også ledet egne grupper, og indspillet duo plader med bl.a. Ed Blackwell. 
Redman dannede i 1976 sammen med Don Cherry, Charlie Haden og Ed Blackwell den eksperimenterende gruppe Old and New Dreams, som var inspireret af Ornette Colemans musik. Denne gruppe indspillede 4 plader i alt, for pladeselskaberne Black Saint og ECM. Han har også indspillet og spillet med Pat Metheny,Jack DeJohnette,Paul Motian og Charlie Haden.
Redman er Fader til saxofonisten Joshua Redman.

## Udvalgt Diskografi
I eget navn:
- Look for the Black Star
- Tarik
- The Struggle Continues
- Coincide
- Living on the Edge
- Choices
- African Venues
- Red and Black in Willisau – Dewey Redman & Ed Blackwell

Med Old and New Dreams:
- Old and New Dreams(Black Saint)
- Old and New Dreams(ECM)
- Playing(ECM)
- Tribute to Ed Blacwell(Black Saint)

Som sideman: 
- New York is Now – Ornette Coleman
- Love Call – Ornette Coleman
- Crisis – Ornette Coleman
- Friends and Neighbors – Ornette Coleman
- Sience Fiction – Ornette Coleman
- El Juicio – Keith Jarrett
- Birth – Keith Jarrett
- Expectations – Keith Jarrett
- Fort Yawuh – Keith Jarrett
- Treasure Island – Keith Jarrett
- Death and the Flower – Keith Jarrett
- Backhand – Keith Jarrett
- Shades – Keith Jarrett
- Mysteries – Keith Jarrett
- Survivors Suite – Keith Jarrett
- Bop-Be – Keith Jarrett
- 80/81 – Pat Metheny
- Monk in Motian – Paul Motian
- Liberation Music Orchestra – Charlie Haden
- The Ballad of the Fallen – Charlie Haden
- Dream Keeper – Charlie Haden
- Relativity Suite – Don Cherry